# União de Vila Nova
União de Vila Nova é um bairro do distrito de Vila Jacuí, no município de São Paulo, o tamanho de sua área  faz com que seja considerado o 3º maior bairro periférico da cidade, ficando atrás somente de Heliópolis e Paraisópolis.
O bairro foi formado em 1987 com 260 famílias que se instalaram na área. Hoje, o bairro é habitado por cerca de 32.000 pessoas e conhecido, também, por Pantanal já que foi construído em uma área de várzea que se estende até um trecho da Rodovia Ayrton Senna. O bairro situa-se, mais precisamente, numa área retangular cercada pela própria Rodovia Ayrton Senna, a Linha 12 do Trem Metropolitano de São Paulo, paralela à Avenida Doutor Assis Ribeiro, A extensão do córrego Jacú, que desemboca no Rio Tietê e a Ponte de Cumbica, limite de município São Paulo - Guarulhos.

## História
Ocupado nos anos 1980, o loteamento clandestino estava na então divisa das cidades de São Paulo e Guarulhos, recebendo pouca atenção dessas duas cidades. No ano de 2002 a CDHU iniciou um plano de reurbanização da região. Batizado de Projeto Pantanal, o plano consiste na urbanização de uma área de 980 mil m2 habitada por 8 mil famílias (cerca de 32 mil habitantes) dos bairros União de Vila Nova, Vila Jacuí B e Vila Nair, sendo considerada pela prefeitura como terceiro maior assentamento precário da Cidade de São Paulo e pior IDH da cidade em 2007, com 0,689. Com isso, diversas vias foram oficializadas, asfaltadas e iluminadas, foram construídas três novas escolas estaduais (Republica de Honduras, José de San Martin e Helio Heleni/Paulo Kobayashi), um centro de educação infantil, uma unidade básica de saúde e parte do Córrego Jacuí foi canalizada. Apenas em 2009, São Paulo realizou um acordo com Guarulhos e assumiu o bairro.
A CPTM projetou a construção da Estação União de Vila Nova, porém o projeto acabou paralisado por falta de recursos do PAC mobilidade (cancelado por conta da crise econômica de 2014).